# 40th FANKS intelligence Days 〜YONMARU〜
『40th FANKS intelligence Days 〜YONMARU〜』（フォーティース・ファンクス・インテリジェンス・デイズ・ヨンマル）は、日本の音楽ユニットTM NETWORKが2024年9月25日にリリースした映像作品。

## 概要
40周年プロジェクトファイナルシーズンとなる、全国3会場6公演を巡ったホールツアー『TM NETWORK 40th FANKS intelligence Days ～YONMARU～』。Kアリーナ横浜で行われた2024年5月19日＜Day40＞公演の映像作品となっている。
初回限定盤(MTRES-B2405)には通常盤Blu-ray(MTRES-B2406)に加え同ライヴ音源を収録した2枚組CD(MTRES-C2405/06)、2WAYアンブレラポーチ、オリジナルクリアファイル、スペシャルブックレット、2024年12月31日に東京ガーデンシアターで行われるライヴチケット先行エントリーシートの封入が特典として付属する
。

## メンバー
小室哲哉：シンセサイザー, キーボード, プロデュース, コーラス, ボーカル(M4)
宇都宮隆：ボーカル, アコースティック・ギター(M3)
木根尚登：コーラス, ステージピアノ(M5-11,15,19), アコースティック・ギター(M4,17,18), エレクトリック・ギター(M1,2,14,15), 12弦エレクトリック・ギター(M3,12), ボーカル(M4)

## サポートメンバー
※サポートメンバーの参加は2022年9月4日の「ぴあアリーナMM」公演以来となる。
- 北島健二：ギター (except M3,4,16-20)
- 阿部薫：ドラム (except M3,4,16-20)

## Blu-ray
2024年5月19日にKアリーナ横浜で行われたライヴ映像。
収録曲・チャプター名
全編曲：小室哲哉
1. 『Self Control』
  - 作詞：小室みつ子　作曲：小室哲哉

今ツアーのオープニング・ナンバー。
2. 『Maria Club』
  - 作詞：小室哲哉　作曲：小室哲哉・木根尚登
3. 『1974』
  - 作詞：西門加里　作曲：小室哲哉
木根が今ツアーで初めて導入した12弦エレクトリック・ギターをフィーチャーしたアレンジとなっている。
4. 『Carry on the Memories』
  - 作詞・作曲：小室哲哉

前回の「Good morning Mr.Roadie」、前々回の「Show my music beat」同様の未発表新曲で今回も小室と木根がそれぞれリードボーカルを執っている。
5. 『Confession』
  - 作詞：西門加里　作曲：木根尚登
6. 『A Day In The Girl’s Life』
  - 作詞・作曲：小室哲哉
7. 『Carol’s Theme I』
  - 作詞・作曲：小室哲哉
8. 『Chase In Labyrinth』
  - 作詞：小室みつ子　作曲：木根尚登

史上初のAIボーカルとなっている。
9. 『Gia Corm Fillippo Dia』
  - 作詞：小室みつ子　作曲：木根尚登

ボーカルが無いインストバージョン。
10. 『In The Forest』
  - 作詞：小室みつ子　作曲：小室哲哉
11. 『Carol’s Theme II』
  - 作詞：小室みつ子　作曲：小室哲哉
12. 『Just One Victory』
  - 作詞・作曲：小室哲哉
13. 『Coexistence』
  - 作曲：小室哲哉
14. 『Whatever Comes』
  - 作詞：小室みつ子　作曲：小室哲哉
15. 『RAINBOW RAINBOW』
  - 作詞：西門加里　作曲：小室哲哉
16. 『TK Solo』
  - 作曲：小室哲哉
17. 『Get Wild Continual』
  - 作詞：小室みつ子　作曲：小室哲哉
18. 『ACCIDENT』
  - 作詞：松井五郎　作曲：小室哲哉
19. 『Electric Prophet』
  - 作詞：小室哲哉　作曲：小室哲哉・木根尚登
20. 『intelligence Days』
  - 作曲：小室哲哉

前回、前々回のツアーと同じくエンディング曲となっている。

## LIVE CD
※初回限定盤にのみ付属
Disc 1は「Self Control」から「Just One Victory」までのBlu-ray前半部分、Disc 2は「Coexistence」からエンディング「intelligence Days」までのBlu-ray後半部分の音源となっている。
| 全編曲: 小室哲哉。 |                              |            |                    |       |
| #                  | タイトル                     | 作詞       | 作曲               | 時間  |
| 1.                 | 「Self Control」             | 小室みつ子 | 小室哲哉           | 4:57  |
| 2.                 | 「Maria Club」               | 小室哲哉   | 小室哲哉・木根尚登 | 7:33  |
| 3.                 | 「1974」                     | 西門加里   | 小室哲哉           | 5:52  |
| 4.                 | 「Carry on the Memories」    | 小室哲哉   | 小室哲哉           | 5:45  |
| 5.                 | 「Confession」               | 西門加里   | 木根尚登           | 5:07  |
| 6.                 | 「A Day In The Girl’s Life」 | 小室哲哉   | 小室哲哉           | 5:00  |
| 7.                 | 「Carol’s Theme I」          | 小室哲哉   | 小室哲哉           | 2:58  |
| 8.                 | 「Chase In Labyrinth」       | 小室みつ子 | 木根尚登           | 3:30  |
| 9.                 | 「Gia Corm Fillippo Dia」    | 小室みつ子 | 木根尚登           | 3:36  |
| 10.                | 「In The Forest」            | 小室みつ子 | 小室哲哉           | 2:58  |
| 11.                | 「Carol’s Theme II」         | 小室みつ子 | 小室哲哉           | 4:07  |
| 12.                | 「Just One Victory」         | 小室哲哉   | 小室哲哉           | 7:57  |
| 合計時間:          | 合計時間:                    | 合計時間:  | 合計時間:          | 59:20 |

| 全編曲: 小室哲哉。 |                        |            |                    |       |
| #                  | タイトル               | 作詞       | 作曲               | 時間  |
| 1.                 | 「Coexistence」        |            | 小室哲哉           | 6:26  |
| 2.                 | 「Whatever Comes」     | 小室みつ子 | 小室哲哉           | 5:03  |
| 3.                 | 「RAINBOW RAINBOW」    | 西門加里   | 小室哲哉           | 7:35  |
| 4.                 | 「TK Solo」            |            | 小室哲哉           | 5:40  |
| 5.                 | 「Get Wild Continual」 | 小室みつ子 | 小室哲哉           | 6:00  |
| 6.                 | 「ACCIDENT」           | 松井五郎   | 小室哲哉           | 6:58  |
| 7.                 | 「Electric Prophet」   | 小室哲哉   | 小室哲哉・木根尚登 | 10:12 |
| 8.                 | 「intelligence Days」  |            | 小室哲哉           | 3:00  |
| 合計時間:          | 合計時間:              | 合計時間:  | 合計時間:          | 50:54 |